# Oliver Nachtwey

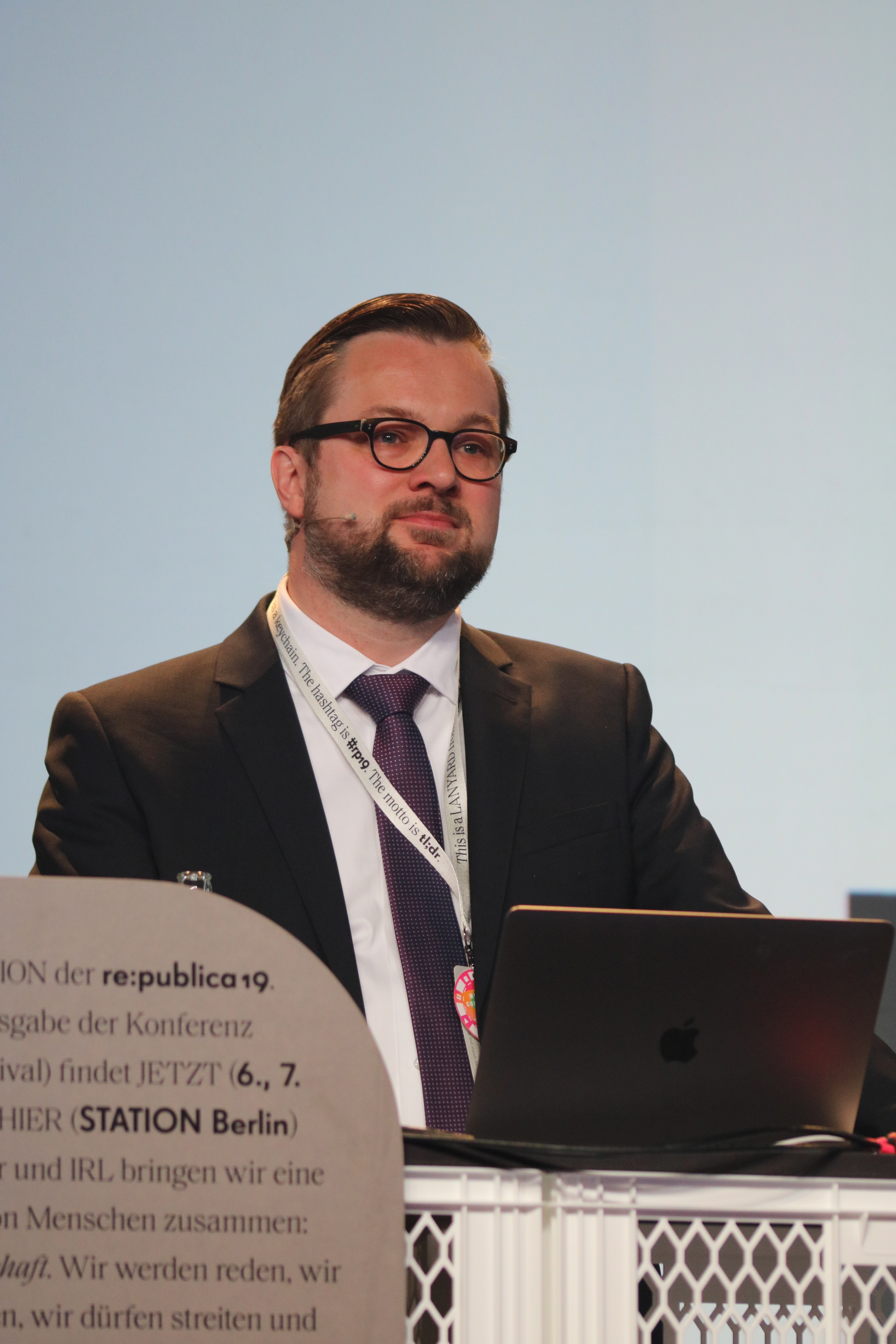
Oliver Nachtwey auf der re:publica 2019

Oliver Nachtwey (* 8. September 1975 in Unna) ist ein deutscher Wirtschafts- und Gesellschaftswissenschaftler. Er ist seit 2017 Professor für Sozialstrukturanalyse an der Universität Basel.

## Leben
Nachtwey beendete 2003 sein Studium an der Universität Hamburg als Diplom-Volkswirt. Als Stipendiat der Deutschen Forschungsgemeinschaft forschte Oliver Nachtwey am DFG-Graduiertenkolleg Die Zukunft des europäischen Sozialmodells an der Georg-August-Universität Göttingen, wo er 2008 mit der Arbeit Legitimitätsprobleme der Marktsozialdemokratie – Politische Ökonomie und die politische Semantik sozialer Gerechtigkeit promoviert wurde.
Von 2008 bis 2010 war Nachtwey als wissenschaftlicher Mitarbeiter am Institut für Soziologie an der Friedrich-Schiller-Universität Jena tätig. Von 2010 bis 2014 war er Mitarbeiter am Fachbereich Wirtschaftssoziologie an der Universität Trier. Zum 1. Oktober 2014 wechselte er an die Technische Universität Darmstadt. Seit August 2017 ist Nachtwey Inhaber der Professur für Sozialstrukturanalyse an der Universität Basel.
Oliver Nachtwey war in sozialen Bewegungen und in der Globalisierungskritik aktiv. 2002 war er Mitglied der Linksruck-Bundesleitung. Er verfasst regelmäßig Beiträge für die Zeitschrift Blätter für deutsche und internationale Politik. Außerdem veröffentlichte er Beiträge in der tageszeitung, in der Jungen Welt, der Frankfurter Allgemeinen Zeitung
und der Frankfurter Allgemeinen Sonntagszeitung.
Für sein Buch Die Abstiegsgesellschaft (2016) erhielt Nachtwey 2017 den von der Friedrich-Ebert-Stiftung vergebenen Hans-Matthöfer-Preis für Wirtschaftspublizistik.
2020 befragte Nachtwey für eine Studie der Universität Basel über eintausend Menschen aus dem Milieu der Proteste gegen Schutzmaßnahmen zur COVID-19-Pandemie in Deutschland („Querdenker“). Er forscht unter anderem zu  der Frage, warum die COVID-Impfquote in deutschsprachigen Ländern niedriger ist als im Rest Westeuropas.
Gemeinsam mit Carolin Amlinger wurde Nachtwey im März 2023 für das gemeinsame Buch Gekränkte Freiheit (2022) für den Preis der Leipziger Buchmesse in der Kategorie Sachbuch und Essayistik nominiert.

## Schriften

### Monografien
- mit Carolin Amlinger: Gekränkte Freiheit. Aspekte des libertären Autoritarismus. Suhrkamp, Berlin 2022, ISBN 978-3-518-43071-2.
  - englische Übersetzung: Offended Freedom. The Rise of Libertarian Authoritarianism, Polity 2025.
- mit Ulrich Brinkmann: Postdemokratie und Industrial Citizenship. Erosionsprozesse von Demokratie und Mitbestimmung. Beltz Juventa, Weinheim 2017, ISBN 978-3-7799-3740-1.
- Die Abstiegsgesellschaft. Über das Aufbegehren in der regressiven Moderne. Suhrkamp, Berlin 2016, ISBN 978-3-518-12682-0.[10][11]
  - Englische Ausgabe: Germany’s Hidden Crisis. Social Decline in the Heart of Europe. Aus dem Deutschen übersetzt von Loren Balhorn und David Fernbach. Verso, London 2018, ISBN 978-1-78663-634-8.
- Marktsozialdemokratie. Die Transformation von SPD und Labour Party. VS-Verlag, Wiesbaden 2009, ISBN 978-3-531-16805-0.
- Weltmarkt und Imperialismus. Neuer ISP-Verlag, Karlsruhe 2005, ISBN 978-3-89900-021-4.

### Herausgeberschaften
- mit Christine Buchholz, Anne Karrass, Ingo Schmidt: Unsere Welt ist keine Ware. Handbuch für Globalisierungskritiker. Kiepenheuer & Witsch, Köln 2002, ISBN 978-3-462-03164-5.
- Walden Bello: De-Globalisierung. Widerstand gegen die neue Weltordnung. Herausgegeben gemeinsam mit Peter Strotmann. VSA-Verlag, 2005, ISBN 3-89965-091-3 (Band als PDF frei zugänglich).
- mit Christina Kaindl, Christoph Lieber, Rainer Rilling, Tobias ten Brink: Kapitalismus.reloaded: Kontroversen zu Imperialismus, Empire und Hegemonie. VSA, Hamburg 2007, ISBN 978-3-89965-181-2.
- mit Stephanie Schmoliner und Heike Walk: Gezeitenwechsel. Krise – Gewerkschaft – Umbruch. Lucius & Lucius, Stuttgart 2009. In: Neue soziale Bewegungen Jg. 22, H. 4.
- mit Florian Butollo: Karl Marx: Kritik des Kapitalismus. Schriften zu Philosophie, Ökonomie, Politik und Soziologie. Suhrkamp, Berlin 2018, ISBN 978-3-518-29854-1.
- mit Nicole Mayer-Ahuja: Verkannte Leistungsträger:innen. Berichte aus der Klassengesellschaft. In: edition suhrkamp, Sonderdruck. Suhrkamp, Berlin 2021, ISBN 978-3-518-03601-3.
- mit Mirela Ivanova und Helene Thaa: Kapitalismus und Kapitalismuskritik. Campus, Frankfurt / New York 2022, ISBN 978-3-593-51623-3.